# Pseudotocepheus medius
Pseudotocepheus medius är en kvalsterart som beskrevs av Balogh och Sandór Mahunka 1966. Pseudotocepheus medius ingår i släktet Pseudotocepheus och familjen Tetracondylidae. Inga underarter finns listade i Catalogue of Life.